# Santuario della Madonna del Carmine (Incisa Scapaccino)
Il santuario della Madonna del Carmine è una chiesa parrocchiale della diocesi di Acqui che si trova nella località di Incisa Scapaccino, in provincia di Asti.

## Storia
La chiesa è posta in posizione elevata, nel Borgo Villa di Incisa Scapaccino sul colle detto Valcalzara e la sua costruzione, che inglobò parti di una chiesa romanica precedente, risale agli inizi del XV secolo.
Per secoli fu occupata dai frati Carmelitani.
Nel XVIII secolo il fabbricato fu oggetto di importanti lavori di rifacimento delle decorazioni che ne trasformarono l'aspetto in stile barocco.
Tra il 1964 e il 1975, l'edificio ebbe notevoli lavori di restauro che eliminarono gran parte delle aggiunte settecentesche riportandolo all'aspetto con cui si presenta oggi.

## Caratteristiche
L'edificio, in stile gotico semplificato, è a tre navate dotate di archi a sesto leggermente acuto.
La facciata, tripartita da contrafforti a sezione rettangolare, possiede un rosone occluso e un portale in stile barocco.
Sulla parte absidale si innalza il campanile, in mattoni, di epoca coeva alla chiesa.
L'interno si caratterizza per la presenza di interessanti affreschi e di tracce di affreschi quattro-cinquecenteschi.